# Pfarrhaus (Unteregg)

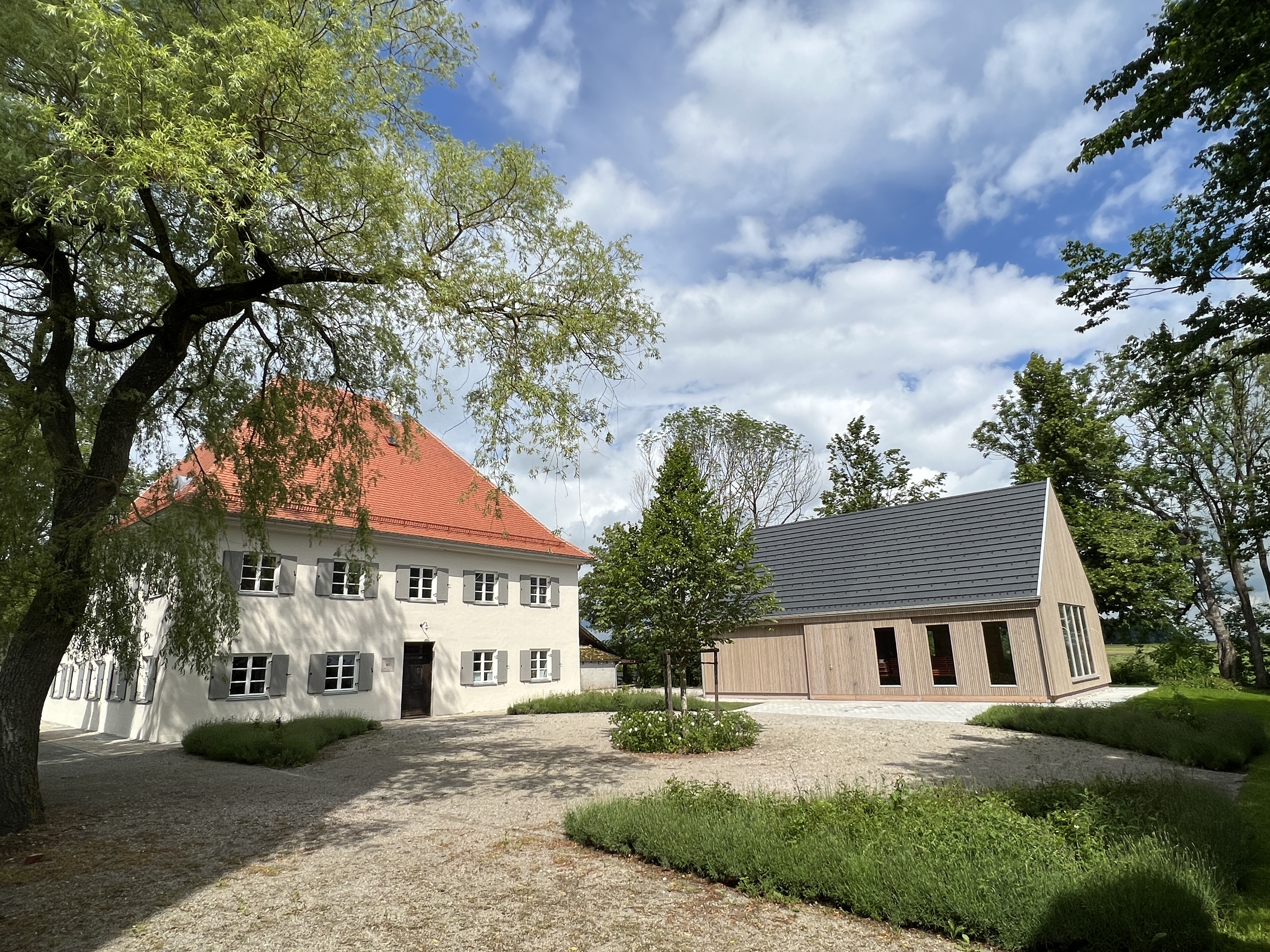
Pfarrhaus nebst Fundusstadel (2022)

Das Pfarrhaus in der Gemeinde Unteregg ist ein denkmalgeschütztes Gebäude im Landkreis Unterallgäu im bayerischen Regierungsbezirk Schwaben. Das Haus liegt nordwestlich der Kirche St. Martin.

## Beschreibung
Das zweigeschossige Gebäude besteht aus fünf zu fünf Achsen und besitzt ein Walmdach unter dem ein hölzernes, profiliertes Traufgesims verläuft.
Die Türen im Inneren mit ihren geschweiften Feldern stammen aus der Bauzeit des Gebäudes. Eine zweiläufige Treppe befindet sich links des Mittelflures im Erdgeschoss. Die Treppe ist durch eine Zwischenwand geteilt. An den Enden der Treppe ist jeweils ein Korbbogen eingesetzt. Das südöstliche Eckzimmer im Obergeschoss enthält eine Flachdecke mit Stuckprofil über Kehle.

## Geschichte
Die Ursprünge des Gebäudes gehen auf das Jahr 1610 zurück. Damals wurde vom Augsburger Domkapitel Geld zum Bau eines Kornspeichers zur Verfügung gestellt. Bereits 1709 wurde ein neuer Pfarrhof an der Stelle gebaut, dessen Dach jedoch durch Baumängel und Schädlingsbefall bereits nach wenigen Jahren einzustürzen drohte. Im Jahre 1784 begannen dann die Arbeiten für einen erneuten Pfarrhofbau, dessen Architektur bis heute fast gänzlich unverändert belassen werden konnte.
Das Gebäude wurde im Jahre 2015 von der Diözese Augsburg der Gemeinde Unteregg übergeben, mit der Auflage, Räumlichkeiten auch für kirchliche Zwecke zur Verfügung zu stellen und es zu restaurieren. Am 21. Oktober 2018 fand nach mehrjähriger Vorplanung und Restaurierung die Einweihung des neuen Dorfgemeinschaftshauses Unteregg statt.